# 세겐지오이데아
Seguenzioidea는 복족류에 속하는 해양 복족류 연체동물로, 작은 크기에서 중간 크기 바다 달팽이의 상과이다.

## 설명

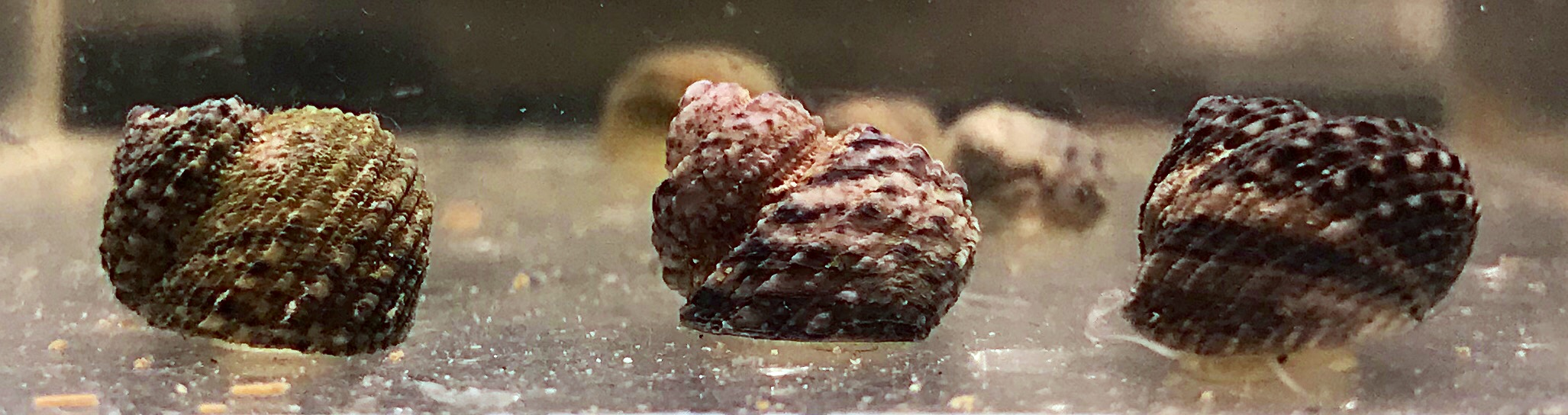
3마리의 Seguenziid 복족류

Seguenzioidea 껍질의 특징은 다음과 같다.
- 진주층( 다형성 특성, 즉 분류군이 조상으로부터 유지된 것으로 추론되는 특성 상태) 이것은 다음 과에서도 발생한다: Pleurotomariidae, Haliotidae, Turbinidae, Trochidae 및 Skeneidae .
- protoconch는 트로코이드 모양이다.
- 일반적으로 하나 이상의 labral sinus가 있다. 이 특성은 또한 Neomphaloidea, Pleurotomarioidea, Fissurelloidea,Scissurelloidea, Siliquariidae 및 Turridae 같은 다른 상위과에서도 발견된다. 따라서 이 특성은 자가형으로 간주된다.
- 기본 rhipidoglossate 평면도를 가진 독특한 방사형 공식.

## 분류
이 상과의 일부 또는 전체는 1979년 이전에 Trochoidea 상과 근처의 Archaeogastropoda 또는 Stromboidea 상과 근처의 Caenogastropoda에 배치되었다. 1987년 Salvini-Plawén과 Haszprunar는 "rhipidoglossate"와 "taenioglossate" 사이의 중간으로 간주되는 방사형 공식에 따라 상태를 하위 순서 Seguenziina로 변경했다. 거의 같은 시기에 1987년 Goryachev는 taenioglossal radula를 기반으로 하는 상과 Littorinimorpha에서 상목 서수형 Seguenziiformes로 승격했다.

### 2005 분류
2005년 Bouchet & Rocroi, 2005에 따른 분류법. (전유적으로 화석화된 과는 단검으로 표시됨)
세겐지오이데아 상과
세겐지과
칠로돈타이다과
† 에우시클레과
† 로벨과

### 2007–2009 분류
카노 외.(2009)는 칼리오트롭아과를 칼리오트롭과로, 칼리오트롭아과를 칼리오트롭아과로 승격시켰다.
상과는 6개 과로 구성되어 있다.
- - 카테기과 맥린 & 퀸, 1987
  - 칠로돈타이과 웬즈, 1938
  - 초리스텔과 부쉐 & 와렌, 1979
  - 뱀장어과 1896년 코켄
  - Gründel과 (Eucycloscalidae), 2007
  - 에우다로니아과 그룬델, 2004
  - 2010년 Eunemopsidae Bandel
  - 반델과 (Lanascalidae Bandel, 1992)
  - 콕스과 (Laubellidae Cox, 1960)
  - 펜드롬과 와렌, 1991
  - 반델과 (Pseudoturcicidae Bandel, 2010)
  - 사브리넬과 반델, 2010
  - 세겐지과 베릴, 1884
  - 트로카클리드과 틸, 1928

에게 할당되지 않음

- -     - 아데움팔루스 세구엔차, 1876
    - 말똥가리 핀레이, 1924
    - 아키토기라 와렌, 1992
    - 아네케스 부쉐 & 와렌, 1979
    - 벤토브룩쿨라 A. H. 클라크, 1961
    - 브루쿨라 이레데일
    - 에우다로니아 코튼, 1945
    - 그라니기라 달, 1889년
    - 리소테스타 1915년 이레데일
    - 리소테스텔라 파월, 1946
    - 미크로카리나 레이저온, 1954
    - 뫼렐리옵시스 부시, 1897
    - 노토세티아 1915년 이레데일
    - 팔라지아 와렌, 1991
    - 푸티야 A. 아담스, 1867
    - 레티기라 와렌, 1989
    - 트렌치아 Knudsen, 1964
    - 벤치아 와렌 & 부쉐, 1993
    - 베툴로니아 1913년 달
    - 왕가넬라 레이저온, 1954
    - 자일로스케네아 마셜, 1988

할당되지 않은 속들이 동의어로 들어옴.

- - Abysogyra A.H. Clarke, 1961: Moeleriopsis Bush, 1897의 동의어
  - Intoria Egorova, 1972: 리소테스타 이레데일의 동의어, 1915
  - 몰레리옵시스 : 1897년 뫼렐리옵시스 부시의 동의어

## 참조
- Kano, Y. 2008: Vetigastropod phylogeny 및 Seguenzioidea의 새로운 개념: 심해 서식지에서 교미 기관의 독립적인 진화. Zoologica Scripta 37: 1-21
- James F. Quinn Jr., (1991), Basilissopsis 및 Guttula의 Systematic Position, and a Discussion of the Phylogeny of the Seguenzioidea (Gastropoda: Prosobranchia), Bulletin of Marine Science, Volume 49, Numbers 1-2, September 1991, pp . 575-598(24)

1. ↑  Lindberg, edited by Winston F. Ponder, David R. (2008). Phylogeny and evolution of the Mollusca. Berkeley: University of California Press. ISBN 978-0-520-25092-5. {{cite book}}: |first1= has generic name (help)
2. ↑  Quin 1983.
3. ↑  Salvini-Plawén and G. Haszprunar. 1987.

- - 카노, Y. 2008: 복족류 계통발생과 세구엔지오과의 새로운 개념: 심해 서식지에서 교미 기관의 독립적인 진화.동물학 대본 37:1-21
  - 제임스 F.퀸 주니어, (1991), 바실리소프시스와 구툴라의 체계적인 위치, 그리고 세구엔치오상(가스트로포다: 프로소브란시아)의 계통발생에 대한 논의, 해양과학 회보, 제49권, 제1-2호, 1991년 9월, 페이지 575-598(24).